# T-55
T-54 i T-55 ime je za sovjetski tenk koji je nastao kao zamjena za vrlo uspješni tenk T-34 iz Drugog svjetskog rata. Serija tenkova T-54/55 je najmasovnije proizveden model tenka u svijetu i tenk koji je imao najrasprostranjeniju uporabu do sada. Po svom izgledu, T-54 i T-55 u mnogome su slični i tokom vremena mnogi modeli T-54 unaprijeđeni su u T-55. Mnoge zemlje napravile su i svoje preinake T-55, tako da danas postoji mnogo tvrtki koje izvode unaprjeđenja.
Tenk model T-55 spada u grupu srednje teških tenkova. Naoružan je topom kalibra 100mm i PAM 12mm DŠK ili Browning strojnicom; posada je naoružana 7,62 mm Škorpionima i jednim AK s preklopnim kundakom. Ima mogućnost djelovanja s 56 granata + jednim podkalibarskim zrnom. Koristi pogonsko gorivo D2, a kapacitet spremnika iznosi 1200 litara s vanjskim spremnicima. Noviji modeli imaju i SUP za upravljanje paljbom i noćnu optiku.

## Razvoj

### Prethodnici T-34 i T-44
Sovjetski T-34 tenk koji je ušao u službu 1940. godine po mnogima je jedan od najboljih tenkova koji je u to vrijeme objedinio karakteristike vatrene moći, oklopa i pokretljivosti tenka. T-34 se tijekom Drugog svjetskog rata stalno nadograđivao, ali sovjetski dizajneri zbog troškova i brzine izrade nisu mogli stavljati najmoderniju tehnologiju tog vremena.
Godine 1943. Morozov Design Bureau napravo je T-34M i na temelju njega je nastao T-44 tenk. Iako je T-44 zbog smještaja i dizajna tijela i kupole bio veći od svog prethodnika, na njega se zbog još uvijek premale kupole nije mogao postavit novorazvijeni top 100 mm, nego je bio ugrađen manji i slabiji 85 mm top.

### Prototipovi
Razvoj prvog prototipa T-54 tenka počeo je u listopadu 1944. godine u OKB-520 dizajn birou u Staljin Ural Tenk Tvornici No. 183 (Uralvagonzavod) koja se nalazi u Nižnji Tagilu. Dizajn je dovršen u prosincu iste godine, dok je prvi prototip napravljen u veljači 1945. godine. Testiranja koja su se provodila u ožujku i travnju 1945. uspješno su bila provedena i Crvena armija je prihvatila tenk pod nazivom T-54. Tenk je imao gotovo isto podvozje i tijelo kao i T-44. Glavna razlika je u tome što je pojačan oklop na prednjem dijelu tijela (120 mm gornja ploča i 90 mm donja ploča) i novi dizajn otvora za vozača. Kupola je veća i ima debeli oklop (180 mm sprijeda, između 90 mm i 150 mm na stranama i 30 mm na krovu).
Glavno oružje bio je 100 mm D-10TK top, s dvije 7.62 mm GWT strojnice. Tenk je pokretan s novim V-54 12-cilindričnom 38,88 litrenim vodom hlađenim Dieselovim motorom koji razvija 520 KS (388 kW) na 2.000 okretaja u minuti. Kapacitet spremnika goriva je također povećan (530 litara u osnovnom spremniku i 165 litara u dodatnim spremnicima koji se postavljaju na zadnji dio tenka). Za razliku od T-34, dodatni spremnici goriva su spojeni direktno na motor. Trag gusjenica je proširen kako bi se još više smanjio pritisak na tlo. Težina tenka bila je 35,5 tona, zbog čega je T-54 bio malo sporiji od T-44 (43,5 km/h). Maksimalan doseg je povećan na 360 km.
Drugi prototip T-54 tenka izgrađen je srpnju 1945. godine i nazvan je Ob'yekt 137. Tenk je bio opremljen novom kupolom naoružanom sa 100 mm LB-1 tenkovskim topom i 7.62 mm SG suspregnutom strojnicom. Oklop kupole je bio još deblji (200 mm sprijeda, između 125 mm i 160 mm na stranama). Tenk je bio isto naoružan s dvije 7,62 mm SG-43 strojnice postavljene unutar fiksnih kutija na bokovima tenka, svaka s po 500 runda streljiva, kojima je upravljao vozač. Na kupolu je postavljena 12,7 mm DŠK protuzrakoplovna teška strojnica. Kapacitet spremnika za gorivo je također povećan (545 litara u osnovnom spremnik i 180 litara u dodatnim) i zbog toga je domet ostao isti (360 km), ali je povećana težina na 39,15 tona. Ovaj prototip je prošao kroz testiranja koja su se izvodila između srpnja i studenog 1945. Nakon poboljšanja i ispravljanja pogreška, T-54 je ušao u serijsku proizvodnju, a prvi T-54 ušao je u službu Crvene armije 29. travnja 1946. Počeo se istovremeno proizvoditi u tri tvornice.

### T-54
Proizvodnja početne serije T-54 tenkova počela je sporo, 1490 ih je bilo napravljeno. Crvena armija dobila je tenk koji je u teoriji i dizajnu bio jači od tenkova u Drugom svjetskom ratu. Njegov 100 mm top nije bio toliko učinkovit koliko 88 mm top koji je bio postavljen Tiger II, ali je bio jači od 88 mm topa koji bio postavljen na slabijem Tiger I tenku i bio je slične učinkovitosti kao i 75 mm top Panther srednjeg tenka.
Iako je bio revolucionarnog promjera, ovaj top bio je postavljen na tenk koji je 4/5 težine tenka Panther, 2/3 težine Tiger I, i samo pola od težine Tiger II tenka. Mala masa, snažan motor i robusna suspenzija davale su mu odličnu terensku pokretljivost. Serijski modeli nisu imali većih kvarova.
Serijska verzija, T-54-1, drugačiji je od T-54 prototipa. Ima deblji oklop tijela (80 mm sprijeda, 30 mm na krovu i 20 mm na stranama) čime su nadmašili debljinu oklopa na njemačkom tenku Tiger I. Tijekom razvijanja ovog modela nastali su tehnički problemi i nije bio pouzdan. Proizvodnja je zaustavljena i dizajnirala se nova inačica T-54-2 (Ob'yekt 137R). Napravljeno je nekoliko izmjena i postavljena je nova kupola. Novi dizajn kupole sa zaobljenim stranama uzet je s IS-3 teškog tenka; kupola je slična onoj na kasnijim izvedbama T-54 tenka, ali s uzdignutim zadnjim krajem u odnosu na tijelo tenka. Prijenos snage je moderniziran i gusijenice su proširene na 580 mm. T-54-2 je ušao u serijsku proizvodnju 1949. (Staljin Ural Tenk Tvornici No. 183 (Uralvagonzavod), a proizvodnja je počela 1950. godine.
Godine 1951., napravljena je i druga modernizacija, T-54-3 (Ob'yekt 137Sh), koji je imao polukružnu kupolu (bez odvajanja od tijela straga), kao i novi TSh-2-22 teleskopski vizor za topnika umjesto TSh-20. Tenk je također imao TDA dimni sustav. Zapovjedna verzija T-54K, koja ima radio vezu, navigacijsku opremu i punjač akumulatora.

### T-54A i T-54B
Početkom 1950-ih vodstvo OKB-520 dizajn biroa Staljin Ural Tank Factory No. 183 (Uralvagonzavod) se znatno promijenilo. Prva odluka novog dizajnera bila je da se uz 100 mm D-10T tenkovski top ugradi i STP-1 "Gorizont" vertikalni stabilizator. Novi top nazvan je D-10TG i postavljen je na kupolu T-54 tenka. Novi tenk je dobio noćni vizor za vozača i nazvan je T-54A (Ob'yekt 137G). Bio je opremljen OPVT disalicom, TSh-2A-22 teleskopski vizorom, TVN-1 infracrveni vozačev vizor, novim R-113 radiom, višegorovim motorom i dodatnim spremnicima goriva. Tenk je službeno ušao u službu 1954. i 1955. u serijsku proizvodnju. Također je napravljena zapovjedna verzija T-54AK, s R-112 radio setom (ostali tenkovi bili su opremljeni s R-113 radiom), TNA-2 navigacijom i imao je 5 granata manje u setu od normalne verzije. U listopadu 1953. a T-54A tenk, napravljen kao T-54M (Ob'yekt 139) služio je kao testni model za nove D-54T i D-54TS 100 mm glatkocijevne topove, "Raduga" i "Molniya" sustavima za stabilizaciju, koji se rabio kasnije na T-62. Testiranja nisu bila u potpunosti uspješna, pa se razvoj budućeg T-55 tenka nastavio s D-10 serijom topova. Isto tako je bio pogonjen V-54-6 motorom koji je razvijao 581 KS (433 kW). T-54M nikad nije ušao u serijsku proizvodnju.
Nova inačica koja je bazirana T-54A, T-54B (Ob'yekt 137G2), dizajnirana je 1955. godine. Naoružana je s 100 mm D-10T2S tenkovskim topom sa STP-2 "Tsyklon" stabilizatorom. Ušao je u proizvodnju 1957. Tijekom četiri mjeseca proizvodnje, novi tenkovi bili su opremljeni s L-2 "Luna" infracrvenim senzorima i TPN-1-22-11 IR topnikovim vizorom, OU-3 IR zapovjednikovim vizorom. Nadalje, moderno APFSDS (potkalibarna granata s penetratorom) granata je proizvedena, koja dramatično povećava probojnost topa kako bi se mogao držati s razvojem novog oklopa u zapadnim zemljama. T-54B je poslužio i za zapovjednu verziju T-54BK koja ima istu opremu kao i T-54AK.

### T-55
Poslije prvih proba s nuklearnim oružjem, shvatilo se da T-54 može izdržati 2-15 kt nuklearnog udara na udaljenosti 300 m od epicentra. Posada bi za takvu snagu eksplozije imala šanse preživjet ako se nalazi dalje od 700 m od epicentra. Tako je odlučeno da se napravi zaštita od radijacije koja bi se aktivirala 0.3 sekunde nakon otkrivanja gama zračenja. Predloženo je da se mijenja dizajn tenka i dodaju nove tehnologije. Mnoge promijene su testirane i ranije na T-54M (Ob'yekt 139). Tenk je pokretao novi V-55 12-cilindrični 38,88 litreni vodom hlađeni Dieselov motor koji razvija maksimalnih 581 KS (433 kW). Poboljšan je pristup motoru, čime su se olakšali popravci. Da bi povećali kapacitet spremnika goriva za 300 litara postavljen je još jedan spremnik unutar prednje strane tenka čime se ukupan kapacitet povećao na 680 litara. Borbeni komplet je povećan s 34 na 45 granata, 18 koji su smješteni u takozvanim mokrim spremnicima u prednjem dijelu kupole. Borbeni komplet sastojao se od visoko eksplozivnih granata i protutenkovskih granata, a bilo je planirano da tenk nosi i BK5M HEAT granate koja može probiti 390 mm homogenog čeličnog oklopa. Puniteljeva 12,7 mm protuzrakoplovna strojnica je maknuta zbog nemogućnosti gađanja brzih mlažnjaka. Tenk je trebao biti opremljen s "Rosa" aktivnim sustavom zaštite. Tenk je imao i deblji oklop na kupoli i opremu za djelovanje noću. Kako bi se smanjila težina tenka koji je zbog nove opreme znatno teži, stavljen je tanji oklop sa stražnje strane tijela. T-55 je po svemu bio bolji od IS-2 tenka, uključujući i brzinu paljbe (najmanje četiri granate u usporedbi s manje tri u minuti). Teški sovjetski tenkovi postali su prošlost, a zadnji od modela, IS-3 napravljen je u 350 primjeraka, dok su svi daljnji modeli ostali samo na papiru ili prototipu. Izraz srednje teški tenk zamijenio se s izrazom glavni borbeni tenk. Ušao je u službu Crvene armije 8. svibnja 1958. Proizvodio se u tvornici Uralvagonzavod-u od 1958. godine.
Od 1959. proizvodi se i T-55K zapovjedna verzija tenka koji je opremljen R-112 radiom, AB-1-P/30 generatorom na benzin i TPN-1-22-11 noćnim vizorom. Zbog sve ove opreme smanjen je borbeni komplet na 37 granata i maknute su dvije strojnice. Na početku 1960-ih, T-55K je bio probno opremljen s "Uran" TV kamerama i opremom za nadgledanje bojišta. Tenk je imao video kameru, a slika se slala BTR-50PU zapovjednom vozilu. Slika se mogla prenosit na udaljenosti od 10 km pa do 30 km, ovisno o terenu i položaju vozila. 1961. godine, T-55 tenk je korišten za testiranje "Almaz" TV sustavom koji je trebao zamijeniti obični, odmah nakon nuklearnog udara. Jedna kamera bila je postavljena na tijelo tenka (za vozača) i dvije kamere postavljene na kupolu, jedna je služila za ciljanje, a druga za slanje slike na dva zaslona za zapovjednika. Tenk je imao maknute prednje tankove benzina i strojnice. Zapovjednik je sjedio na mjestu vozača, dok je vozač sjedio do njega. Ovakav sustav nadgledanja bojišta omogućio je domet po danu od 1,5 km do 2 km, no zbog loše kvalitete opreme, eksperiment je donio loše rezultate. Na početku 1960-ih, OKB-29 dizajn biro u Omsku radio je na razvoju i ugradnji GTD-3T plinske turbine koja je razvijala 700 KS (522 kW). Jedan T-55 opremljen s tom turbinom prošao je sve testove, no testovi su smatrani kao nedovoljni i nije pokrenuta veća proizvodnja. Isto tako je u istom dizajnerskom uredu između 1962. i 1965. testiran Ob'yekt 155ML (T-55 opremljen s tri 9M14 "Maljutka" protuoklopnih raketa (NATO naziv: AT-3 Sagger) koji su postavljeni na zadnjem kraju). Zajedno s normalnim tenkovima, dizajnirana je i verzija s bacačem plamena (dizajnirani TO-55 (Ob'yekt 482)) koja se proizvodila do 1962. godine. Opremljena je s 460 litara zapaljive tekućine umjesto prednjih tankova benzina. Bacač plamena je zamijenio suspregnutu strojnicu. Posljednji TO-55 bacač plamena povučen je iz službe 1993. godine.
Tijekom 1950-ih, T-55 u usporedbi sa zapadnim (NATO) tenkovima (američki M48 Patton i britanski Centurion) bio je manji i lakši tenk, ali je imao bolji omjer pokretljivosti, oklopne zaštite i vatrene moći. Top 100 mm D-10T bio je jedna od najjačih strana T-54/55 zato što u to vrijeme niti jedan zapadni tenk nije imao top takvog promijera i kalibra. Ova prednost trajala je dok se nisu pojavili moderniji zapadni tenkovi kao npr. M60 Patton ili poboljšani Centurion - oba tenka rabe 105 mm Royal Ordnance L7 top. Zbog 100 mm D-10T male brzine paljbe i lošeg i jednostavnog SUP-a, T-54/55 je bio sposoban ispaljivati HEAT granate na tenkove 1960-ih, uz relativno veliki postotak uništavanja protivničkih tenkova na manjim udaljenostima. Sovjetima se ovo činilo dobrim sve dok se nisu pojavili višeslojni oklopi koji su otporniji na HEAT granate od običnih homogenih oklopa.

### T-55A
Godine 1961., počeo je razvoj modernijeg i boljeg NBC sustava zaštite od radijacije. Cilj je bio maksimalno zaštititi posadu tenka od djelovanja gama zraka i time u slučaju nuklearnog rata povećati šanse preživljavanja tenka i posade na bojištu.
Napravljen je POV (plasticized lead antiradiation lining). To je plastificirana unutrašnost tenka koja ne propušta zračenje. Zbog te nadogradnje, otvor za vozača je trebao biti proširen, a s njim su vidljivo prošireni i otvori na kupoli.
Tenk je također bio opremljen s PAZ/FVU kemijskim sustavom filtracije zraka. Suspregnuta 7,62 mm SGMT strojnica zamijenjena je sa 7,62 mm PKT strojnicom. Tijelo tenka je produljeno sa 6,04 m na 6,2 m. Strojnica na tijelu tenka je maknuta, čime je napravljeno mjesta za još 6 granata za glavni top. Ove izmjene povećale su težinu tenka na 38 tone. Na osnovi T-55A tenka napravljena je zapovjedna verzija T-55AK.

## Povijest proizvodnje

### SSSR
Proizvodnja T-54-1 tenka bila je spora i samo 3 primjerka su izgrađena 1946. i 22 1947. godine. 285 T-54-1 tenkova proizvedeno je 1948. u Staljin Ural Tenk Tvornici No. 183 (Uralvagonzavod), koja se nalazi u Nižnji Tagil. U to vrijeme proizvodnja T-44 u potpunosti je zamijenjena s novim T-54 u tvornici Uralvagonzavod (UVZ) u Nižnji Tagilu, i Kharkov Dizel Tvornici No. 75 (KhPZ). Proizvodnja je ubrzo prekinuta zbog loše kvalitete tenka i njegove proizvodnje. T-54-2 ušao je u serijsku proizvodnju 1949. (u Staljin Ural Tenk Tvornici No. 183 (Uralvagonzavod), a puna proizvodnja krenula je 1950. i do kraja godine proizvedena su 423. On je zamijenio proizvodnju T-34 tenka u Omsk Tvornici No. 183 1950. Godine 1951. proizvedeno je više od 800 T-54-2  tenkova. T-54-2 je ostao u proizvodnji do 1952. godine. T-54A se proizvodio između 1955. i 1957. T-54B je bio u proizvodnji od 1957. do travnja 1959. T-55 se proizvodio u Uralvagonzavod tijekom 1958. i 1962. godine. T-55K zapovjedna verzija proizvodila se od 1959. TO-55 (Ob'yekt 482) tenk s bacačem plamena se proizvodio do 1962. godine.
Sveukupno 35.000 T-54-1, T-54-2, T-54 (T-54-3), T-54A, T-54B, T-54AK1, T-54AK2, T-54BK1 i T-54BK2 je proizvedeno između 1946. i 1958. i 27.500 T-55, T-55A, T-55K1, T-55K2, T-55K3, T-55AK1, T-55AK2 i T-55AK3 je proizvedeno između 1955. i 1981. godine.

### Poljska
Poljska je proizvela 3000 T-54, T-54A, T-54AD i T-54AM između 1956. i 1964. i 5000 T-55 (između 1958. i 1964.), T-55L, T-55AD-1 i T-55AD-2 (između 1964. i 1979.).[nedostaje izvor]

### Čehoslovačka
Čehoslovačka je proizvela 2700 T-54A, T-54AM, T-54AK, T-54AMK između 1957. i 1966. i 8300 T-55 i T-55A između 1958. i 1983. (T-55A je vjerojatno proizvođen od 1964.) (većina je izvezena).[nedostaje izvor]
Ukupno je proizvedeno od 86.000 do 100.000 primjeraka tenka T-54 i T-55 i njihovih inačica.

## Ratna povijest

### SSSR i Rusija
T-54, T-55 i T-62 bili su jedni od najbrojnijih tenkova u sovjetskoj vojsci srednjih 1970-ih i čini li su oko 85% od ukupnog broja tenkova u sovjetskoj vojsci.
T-54 tenk koristio se u Mađarskoj revoluciji 1956. godine i nekoliko ih je uništeno uz pomoć molotovljevog koktela i mađarskih protutenkovskih topova. [nedostaje izvor] Revolucionari su dostavili jedan zarobljeni T-54A tenk Britanskom veleposlanstvu u Budimpešti; nakon analize odlučeno je napraviti Royal Ordnance L7 tenkovski top koji bi mogao konkurirati onom sovjetskom.
Većina T-62 i T-55 povučena je u rezerve; Ruska vojska koristi većinom T-80 i T-72, s manjim brojem T-90 tenkova.

### Bliski istok
Tijekom 1967. Šestodnevnog rata, američki M48 Patton tenkovi, britanski Centurion tenkovi i poboljšani M4 Shermansi, suprotstavili su se T-55-ici. Ova kombinacija Izraelskih tenkova, kombiniranih sa sjajnim planom i izvedbom operacije planning uz pomoć zračnih snaga, pokazale su se i više nego moćne u odnosu na T-54/T-55 seriju tenkova.
Od 1973. Jomkipurskog rata, T-54A i T-55-ov top je počeo gubiti bitku sa 105 mm Royal Ordnance L7 topom postavljenog na izraelske Centurion Mk V i M60A1 tenkove.
Izrael je zarobio velik broj T-55 tenkova od Sirije i Egipta tijekom 1967. godine, i uveo je neke od njih u službu u svojoj vojsci. Oni su nadograđeni sa 105 mm NATO standardnim L7 topom koji je zamijenio sovjetski 100 mm D-10, i General Motors Dieselov motor je zamijenio originalni sovjetski. Većina ih je nakon službe prodana zemljama trećeg svijeta, a neki latinoameričkim državama, dok je ostatak potpuno promijenjen u teške oklopne transportere dizajnirane kao IDF Achzarit.

### Vijetnamski rat
U Vijetnamskom ratu, vojska Južnog Vijetnama i Sjevernog Vijetnama sukobila se prvi puta u veljači 1971. Tijekom bitke, 17 M41 lakih tenkova vojske Južnog Vijetnama uništili su 22 tenka vojske Sjevernog Vijetnama; 6 T-54 i 16 PT-76, bez svojih gubitaka.
9. travnja 1972., sva tri voda 20-te tenkovske pukovnije, sukobili su se s T-55 tenkovima. M48 Pattonsi su otvorili vatru s udaljenosti oko 2800 metara, nekoliko T-54 je odgovorilo na napad, no pattonsi su bili predaleko za precizno gađanje. Do kraja dana, 20-a pukovnija je uništila 16 T-54 i zarobila jedan T-55, bez vlastitih gubitaka.
Sjeverno Vijetnamska vojska opremljena T-54 tenkovima u travnju 1972. ostvarila je jednu od najvećih pobjeda, kada je Sjeverno Vijetnamska 203 oklopna pukovnija napala Južno Vijetnamsku 22-u pješačku diviziju koja je kontrolirala grad Kontum. Nakon dvodnevnog granatiranja, 18 T-54 tenkova napalo je u dva smjera, pobijedivši Južno Vijetnamsku vojsku, koja se povukla.
30. travnja 1975., T-54 tenk Sjevernog Vijetnama prošao je kroz vrata Južno Vijetnamske predsjedničke palače, čime je završio rat u Vijetnamu.

### Upotreba na području bivše Jugoslavije
T-55 bio je najrasprostranjeniji tenk u vojsci JNA, gdje je sačinjavao oko 60% tenkovske sile (tj. oko 1.500 tenkova) a isporučivani su iz Rusije, Poljske i Čehoslovačke.
T-55 i T-54 su nabavljani nakon ponovne uspostave odnosa sa SSSR-om, a zamijenili su američke M-5 Shermann i Patton tenkove. Zbog svoje velike brojnosti, upravo je T-55 bio najkorišteniji tenk na svim stranama i u svim sukobima na području bivše Jugoslavije.

### Domovinski rat
Hrvatska je do svoje prve veće količine tenkova došla kada je osvojena u vojarna u Varaždinu pri čemu su hrvatske snage došle u posjed 74 T-55 tenka.

### Ostali sukobi
T-54 tenkovi korišteni su tijekom civilnog rata u Kambodži.
Tijekom 1971. u Indijsko-pakistanskom ratu, Indija je u svojim postrojbama imala T-55 tenkove koji su se suprotstavljali pakistanskim M48 Patton, M24 Chaffee i kineskom Tip 59 tenku.
U Ugandskom ratu protiv Tanzanije (1978. – 1979.), Libija je poslala Ugandi nekoliko svojih T-54/55 tenkova. Nekoliko ih je sudjelovalo u vojnim operacijama Ugande protiv Tanzanije.
T-54/T-55 korišteni su u akcijama protiv Južnoafričke Republike i UNITA vojnih snaga tijekom rata u Angoli. T-55 pokazali su se dobrim u afričkoj klimi i uvjetima ratovanja. No, nekoliko T-55 tenkova uništila je Južnoafrička Republika u artiljerijskim napadima i s protuoklopnim vođenim raketama.
Kina je prodala tisuće Tip 69 tenkova Iranu i Iraku tijekom Iračko-iranskog rata tijekom 1980. – 1988. godine. Korišteni su i u Zaljevskom ratu 1990. i ratu u Iraku 2003. godine koji još uvijek traje.

## Korisnici
| Hrvatska   | Abhazija     | Afganistan               | Albanija    | Alžir      | Angola          | Azerbajdžan        | Bangladeš | Bjelorusija | Bosna i Hercegovina |
| Bugarska   | Crna Gora    | Čad                      | DR Kongo    | Egipat     | Ekvador         | Ekvatorska Gvineja | Eritreja  | Etiopija    |                     |
| Gruzija    | Gvineja      | Gvineja Bisau            | Indija      | Indonezija | Irak            | Iran               | Izrael    |             |                     |
| Jemen      | Južna Koreja | Južni Jemen              | Kambodža    | Kuba       | Laos            | Latvija            | Libanon   | Libija      |                     |
| Mađarska   | Malavi       | Maroko                   | Mauretanija | Mongolija  | Mozambik        | Namibija           | Nigerija  | Nikaragva   |                     |
| Peru       | Ruanda       | Rumunjska                | Rusija      | Sirija     | Sjeverna Koreja | Slovačka           | Slovenija | Somalija    |                     |
| Somaliland | Srbija       | Srednjoafrička Republika | Sudan       | Tanzanija  | Togo            | Uganda             | Ukrajina  | Urugvaj     |                     |
| Uzbekistan | Vijetnam     | Zambija                  | Zimbabve    |            |                 |                    |           |             |                     |